# 清湖社区
清湖社区，是中国廣東省深圳市龙华区龍華街道下辖的一个社区。
與景龙社区、三联社区、油松社区相鄰，梅觀高速公路和機荷高速公路經過該地區。2016年10月，清湖社区分为清湖、清华两个社区。